# Monomorium melleum
Monomorium melleum är en myrart som beskrevs av Carlo Emery 1914. Monomorium melleum ingår i släktet Monomorium och familjen myror. Inga underarter finns listade i Catalogue of Life.